# Карлок (Марказі)
Карлок (перс. قارلق) — село в Ірані, у дегестані Кугпає, у бахші Новбаран, шагрестані Саве остану Марказі. За даними перепису 2006 року, його населення становило 143 особи, що проживали у складі 57 сімей.

## Клімат
Середня річна температура становить 9,53 °C, середня максимальна – 27,86 °C, а середня мінімальна – -12,17 °C. Середня річна кількість опадів – 266 мм.
| Клімат поселення                              | Клімат поселення | Клімат поселення | Клімат поселення | Клімат поселення | Клімат поселення | Клімат поселення | Клімат поселення | Клімат поселення | Клімат поселення | Клімат поселення | Клімат поселення | Клімат поселення | Клімат поселення |
| Показник                                      | Січ.             | Лют.             | Бер.             | Квіт.            | Трав.            | Черв.            | Лип.             | Серп.            | Вер.             | Жовт.            | Лист.            | Груд.            |                  |
| Середній максимум, °C                         | 3,97             | 6,04             | 9,23             | 15,96            | 21,16            | 26,66            | 27,85            | 27,86            | 23,62            | 17,64            | 11,28            | 5,72             |                  |
| Середня температура, °C                       | −4,1             | −2,04            | 1,16             | 7,90             | 13,11            | 18,59            | 22,15            | 22,15            | 17,92            | 11,94            | 5,58             | 0,02             |                  |
| Середній мінімум, °C                          | −12,17           | −10,1            | −6,9             | −0,17            | 5,02             | 10,52            | 16,44            | 16,46            | 12,21            | 6,23             | −0,13            | −5,69            |                  |
| Норма опадів, мм                              | 33               | 34               | 50               | 42               | 37               | 6                | 2                | 1                | 0                | 10               | 20               | 31               |                  |
| Середньомісячна швидкість вітру, м/с          | 1.78             | 2.40             | 2.63             | 2.95             | 2.47             | 2.28             | 2.26             | 2.18             | 2.04             | 1.98             | 1.65             | 1.75             |                  |
| Середньомісячна сонячна радіація, кДж/м²·день | 8546             | 11405            | 14052            | 17794            | 21867            | 26649            | 26020            | 23596            | 20320            | 14721            | 10487            | 8416             |                  |
| --------------------------------------------- | ---------------- | ---------------- | ---------------- | ---------------- | ---------------- | ---------------- | ---------------- | ---------------- | ---------------- | ---------------- | ---------------- | ---------------- | ---------------- |
| Джерело:                                      |                  |                  |                  |                  |                  |                  |                  |                  |                  |                  |                  |                  |                  |